# Дембе (Опольське воєводство)
Дембе (пол. Dębie, нім. Dembio, 1936-45: Reichenwalde) — село в Польщі, у гміні Хжонстовиці Опольського повіту Опольського воєводства.
Населення — 487 осіб (2011).

## Демографія
Демографічна структура станом на 31 березня 2011 року:
|          | Загалом | Допрацездатний вік | Працездатний вік | Постпрацездатний вік |
| -------- | ------- | ------------------ | ---------------- | -------------------- |
| Чоловіки | 231     | 32                 | 175              | 24                   |
| Жінки    | 256     | 33                 | 166              | 57                   |
| Разом    | 487     | 65                 | 341              | 81                   |